# Адам Ламберт
А́дам Мі́тчел Ла́мберт (англ. Adam Mitchel Lambert) — американський співак, актор і автор пісень. З 2009 року продав понад 3 мільйони копій альбомів та 5 мільйонів копій синглів у всьому світі. Відомий завдяки динамічним вокальним виступам, які поєднують його театральність із сучасними і класичними жанрами.
Ламберт здобув популярність у 2009 році, коли у фіналі восьмого сезону шоу "Американський ідол" посів другу сходинку (першу — співак Кріс Аллен). Невдовзі, у тому ж році, випустив перший альбом For Your Entertainment, з яким дебютував на третій сходинці американського чарту Billboard 200. Альбом містив декілька синглів, зокрема і "Whataya Want from Me", за який виконавець одержав нагороду премії Ґреммі у номінації "Найкращий чоловічий вокальний виступ у категорії поп".
У 2012, Ламберт випустив свій другий студійний альбом Trespassing. Альбом одразу ж опинився на першій сходинці американського чарту Billboard 200, що зробило Ламберта першим відкритим митцем-геєм, чий альбом очолив чарт. У 2015, Ламберт опублікував третій альбом — The Original High, який з'явився у чарті Billboard 200 на третьому місці, до нього входив сингл "Ghost Town".
Пліч-о-пліч зі своєю сольною кар'єрою, Ламберт співпрацював із рок-гуртом Queen як вокаліст проєкту Queen + Adam Lambert з 2011 року; взяв участь у декількох світових турне у часовому проміжку з 2014 по 2020 роки. Їхній перший альбом, Live Around the World, побачив світ у жовтні 2020 і посів першу сходинку у чарті the UK Albums.
Наприкінці 2019, Ламберт заснував власний некомерційний фонд Feel Something Foundation, таким чином закріпивши свою постійну філантропічну діяльність й активізм за права людини, і права ЛГБТК+ спільноти зокрема. Діяльність фонду зосереджена довкола підтримки організацій та проєктів, які безпосередньо чи неопосередковано впливають на спільноту ЛГБТК+, включаючи освіту, мистецтва, психічне здоров'я, попередження самогубств і безпритульності.

## Дитинство і юні роки

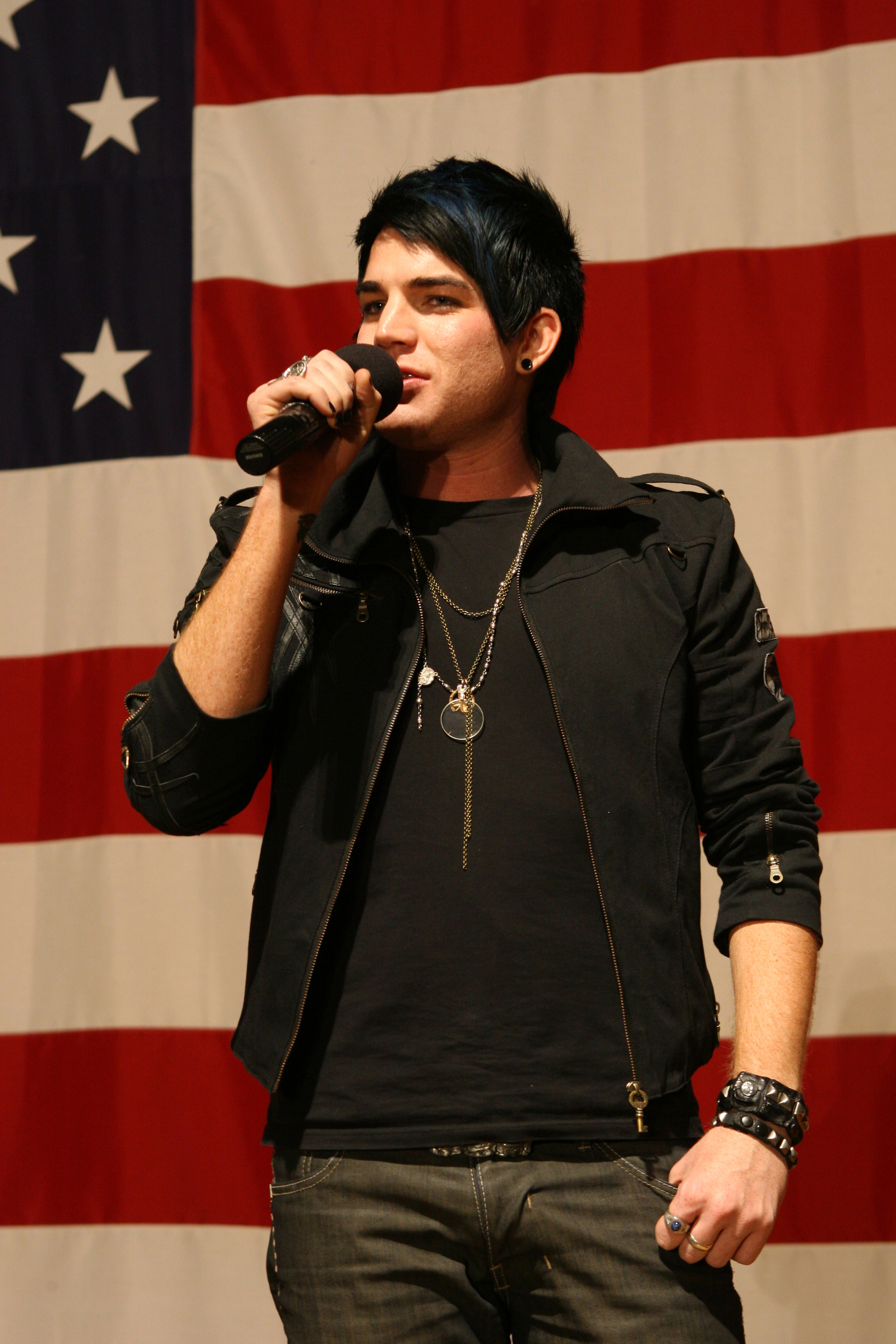
Адам Ламберт виконує національний гімн США

Адам Мітчел Ламберт народився 29 січня 1982 року в Індіанаполісі. Його мати, Лейла, за професією стоматолог-гігієніст, а батько, Ебер, програмний менеджер у Novatel Wireless. Батько Адама має норвезьке коріння, а мати за походженням єврейка, частково румунка. Зростаючи, Ламберт долучався до материнської релігії. В Адама є молодший брат — Ніл. Невдовзі після народження другого сина, родина переїхала у Сан-Дієго (Каліфорнія). Саме там здебільшого минуло дитинство співака.
Свого часу Ламберт вчився у школі Deer Canyon Elementary School. Пізніше закінчив навчальний заклад Mount Carmel High School, де вивчав театральне мистецтво, співав у хорі, грав у джазовому оркестрі.
Коли Адаму виповнилося десять, він уперше вийшов на театральну сцену, брав участь у багатьох спектаклях, зокрема у «The Ten Commandments: the Musical», «The Wicked».
Після закінчення школи у 2000 році, він відвідував California State University, але через п'ять тижнів переїхав до Лос-Анджелеса: "Я просто зрозумів, що завжди хотів спробувати попрацювати у справжньому світі розваг. Життя вимагає ризиків, коли хочеш одержати бажане".

## Кар'єра

### 2001-2008: Початок кар'єри
У віці 19 років, Ламберт одержав свою першу професійну роботу: упродовж 10 місяців виступав на круїзному лайнері разом з Anita Mann Productions. Опісля взяв участь в опереті в окрузі Оріндж (Orange County), Каліфорнія. До 21 року, мав контракт із менеджером і трупою європейського туру Hair. У 2004 році з'явився у мюзиклі "Бригадун" виробництва Theatre Under the Stars (TUTS) і мюзиклі "110 у тіні" виробництва Pasadena Playhouse. Згодом його відібрали на роль Джошуа мюзиклі "10 Заповідей" у Kodak Theatre, разом із актором Велом Кілмером. Невдовзі на Ламберта звернув увагу кастинг-директор мюзиклу Wicked, і співака взяли як дублера на роль Фієро й учасника ансамблю у першій національній гастрольній постановці мюзиклу з 2005 року, і постановці в Лос-Анджелесі з 2007 року. Ламберт завершив виступати з мюзиклом у 2008 році. 
У той самий час, Адам очолював андеґраундний рок-гурт The Citizen Vein разом зі Стівом Сідельником, Томмі Віктором і Монті Піттменом. Крім того, він працював демо-виконавцем і сесійним музикантом; добірка його записів 2005 року побачила світ у 2009 під обкладинкою альбому Take One.

### 2009: American Idol
Коли Адаму виповнилося 27 років, він взяв участь в популярній в Америці програмі, American Idol. Це шоу — одне з найулюбленіших серед численної глядацької аудиторії США, а його аналоги (під іншими назвами) регулярно з'являються на телевізійних екранах інших країн і також належать до найцікавіших розважальних передач.
Опинившись серед конкурсантів American Idol, Адам Ламберт відразу ж зацікавив й інших учасників, і журі, і глядачів. Насправді він був особливим. Фахівці називали музиканта рідкісним явищем, першим в історії конкурсу, такою собі сумішшю Стівена Тайлера, актора Роберта Паттінсона та популярної команди My Chemical Romance.
Адам вразив глядацьку аудиторію не тільки творчими даними, але і епатажем. Чого тільки варті фотографії, на яких співак відверто цілувався з чоловіками. Хоча багато хто вважав фото вмілим піар ходом, обговоренням та критиці на адресу Адама не було кінця. Сам же Ламберт нітрохи не розгубився і відкрито заявив, що його приватне життя є відкритим для всіх і кожного і не є протизаконним, а тому він не має чого приховувати.

## Концерт з Queen у Києві
30 червня 2012 року Адам Ламберт та британський рок-гурт «Queen» дали концерт у столиці, де Ламберт вперше виступив з гуртом у турі. На Майдані Незалежності зібралися тисячі осіб, а також концерт транслювався на телеканалі СТБ. Концерт був благодійним на користь фонду Олени Пінчук по боротьбі із СНІДом.

## Дискографія
- For Your Entertainment (2009)
- Trespassing (2012)
- The Original High (2015)
- Velvet (2020)

## Цікаві факти
- Його дебютний альбом For Your Entertainment вийшов наприкінці 2009 року й посів третій рядок в основному чарті Billboard.
- Під час шоу Голос країни в Україні кавер на пісню Whataya Want from Me був виконаний українським співаком та актором Кирилом Туриченком. Відео виступу викладено на офіційному сайті Адама Ламберта в Бразилії, що принесло світову популярність молодому українському співакові.
- Виступає з гуртом «Queen», в тому числі виступив на концерті у Києві на Майдані Незалежності.

## Відеографія
- For Your Entertainment (3 грудня 2009)[1]
- Whataya Want From Me (15 січня 2010)[2]
- If I Had You (17 червня 2010)[3]
- Time For Miracles (також став саундтреком фільму «2012»)[4]
- Better Than I Know Myself (3 лютого 2012)[5]
- Never Close Our Eyes (29 травня 2012)[6]
- Ghost Town (29 квітня 2015)[7]
- Another Lonely Night (8 жовтня 2015)[8]
- Welcome to the Show [feat. Laleh] (7 липня 2016)[9]
- New Eyes (15 травня 2019)[10]
- Comin' In Hot (26 червня 2019)[11]